# 二硫化镍
二硫化镍是一种无机化合物，化学式为NiS2，具有黄铁矿结构。

## 制备
二硫化镍可由硫化镍和硫长时间加热得到：
NiS + S —450℃→ NiS2